# حملة العثمانية إلى كمران
كانت حملة العثمانية إلى كمران في عام 1523 عبارة عن حملة عثمانية تعارض احتلال البرتغاليين لجزيرة قمران . تم تدمير القوات البرتغالية وطردها من الجزيرة على يد سلمان ريس وحسين الرومي.
في عام 1523 ، ذهب سلمان ريس في حملة إلى البحر الأحمر . خلال هذه الحملة اكتشف سلمان ريس أن جزيرة قمران احتلت مؤخرًا من قبل البرتغاليين ،  استخدم البرتغاليون قاعدتهم لشن غارات على ساحل شبه الجزيرة العربية ،  وكان لسلمان ريس وحسين الرومي والي مكة قوة عثمانية مكونة من 4000 رجل. بعد وصولهم إلى اليمن ، هاجم العثمانيون البرتغاليين مما أدى إلى التدمير الكامل وطرد القوات البرتغالية واحتلال العثمانيين للجزيرة.